# Maylandia elegans
Maylandia elegans és una espècie de peix de la família dels cíclids i de l'ordre dels perciformes.

## Descripció
Fa 13,2 cm de llargària màxima. Igual que el seu parent més proper, Maylandia livingstonii, té una coloració argentada rosa-porpra, franges verticals amples (de vegades no visibles) i les vores superiors i inferiors de l'aleta caudal blanquinoses. Existeixen diferències cromàtiques entre les poblacions septentrionals (més fosques) i meridionals (més clares) del llac Malawi.

## Reproducció
És una espècie incubadora bucal maternal i l'aparellament té lloc en àrees sorrenques, a sota de troncs o a prop de roques solitàries. La femella pon els ous al fons aquàtic, el mascle els fecunda i la femella se'ls fica a la boca. Després de 10 dies, els ous es desclouen però la femella els protegirà dins de la boca durant 15 dies més. Al final del període d'incubació, els alevins són alliberats, completament formats i autosuficients per cercar el seu propi menjar. El nombre d'ous per femella depèn de la mida d'aquesta, però, en general, és de 20-50.

## Alimentació
Menja recollint invertebrats de la capa de llim que cobreix la sorra de molts indrets. També menja plàncton i algues. El seu nivell tròfic és de 3,25.

## Hàbitat i distribució geogràfica
És un peix d'aigua dolça, demersal (entre 6 i 76 m de fondària) i de clima tropical (24 °C-26 °C; 12°S-15°S), el qual viu a l'Àfrica oriental: és un endemisme de les zones sorrenques del llac Malawi a Malawi, Tanzània i Moçambic.

## Costums
Els mascles adults són presents a les zones sorrenques obertes, normalment en petits grups i per sota dels 10 m de fondària, mentre que les femelles i els joves romanen a prop de les roques o les plantes. Alguns joves han estat observats amagant-se en closques buides de Lanistes nyassanus.

## Estat de conservació
La seua principal amenaça és la sobrepesca.

## Observacions
És inofensiu per als humans i una espècie popular en aquariofília a causa del seu tarannà tranquil i a la seua tendència a nedar en la meitat superior de l'aquari.